# Cesare Benedetti
Cesare Benedetti (Rovereto, 3 augustus 1987) is een voormalig Italiaans-Pools wielrenner die tussen 2010 en 2024 reed voor dezelfde ploeg, BORA-hansgrohe.

## Carrière
Eind 2009 liep hij stage bij het Italiaanse team Liquigas, maar daar kreeg hij geen contract aangeboden. Sinds 2021 komt Benedetti uit voor Polen. Hij is woonachtig in Polen en heeft een Poolse vrouw.
Zijn enige profzege boekte hij in 2019 toen hij de twaalfde etappe won in de Ronde van Italië. In de sprint voor de etappezege versloeg hij Eddie Dunbar en Damiano Caruso.
Benedetti rondde in 2024 zijn carrière af nadat hij de Ronde van Polen van dat jaar had uitgereden medio augustus. Hij was uiteindelijk zestien jaar actief in het profpeloton. Nadien ging hij verder als ploegleider bij de ploeg waar hij zijn carrière afsloot, Red Bull-BORA-hansgrohe.

## Overwinningen
2008
Trofeo Edil C
2012
2e etappe deel B Internationale Wielerweek (ploegentijdrit)
2015
1e etappe Ronde van Trentino (ploegentijdrit)
Puntenklassement Ronde van Trentino
2016
Bergklassement Tirreno-Adriatico
2019
12e etappe Ronde van Italië

## Resultaten in voornaamste wedstrijden
| Jaar | Ronde van Italië | Ronde van Frankrijk | Ronde van Spanje |
| ---- | ---------------- | ------------------- | ---------------- |
| 2012 | 107e             |                     |                  |
| 2013 |                  |                     |                  |
| 2014 |                  |                     |                  |
| 2015 |                  |                     |                  |
| 2016 |                  | 128e                | 93e              |
| 2017 | 115e             |                     | opgave           |
| 2018 | 108e             |                     |                  |
| 2019 | 74e (1)          |                     |                  |
| 2020 | 94e              |                     |                  |
| 2021 | 103e             |                     | 107e             |
| 2022 | 120e             |                     |                  |
| 2023 | 102e             |                     |                  |
| 2024 |                  |                     |                  |

| Jaar | Milaan-San Remo | Amstel Gold Race | Luik-Bast.‑Luik | Ronde van Lombardije | Waalse Pijl | Parijs-Tours | Strade Bianche |  | WK op de weg |
| ---- | --------------- | ---------------- | --------------- | -------------------- | ----------- | ------------ | -------------- |  | ------------ |
| 2012 |                 |                  |                 |                      |             |              |                |  |              |
| 2013 |                 | 81e              |                 | opgave               |             |              |                |  |              |
| 2014 | 67e             |                  | 54e             | 83e                  |             | 125e         |                |  |              |
| 2015 | 124e            |                  | opgave          | 14e                  |             | 53e          |                |  |              |
| 2016 | 128e            |                  | 145e            |                      |             |              |                |  |              |
| 2017 | 68e             | 55e              | 105e            |                      | 124e        |              | 84e            |  |              |
| 2018 | 89e             | opgave           | 84e             | opgave               | 37e         |              |                |  |              |
| 2019 |                 | 84e              | 53e             | 58e                  | 78e         |              | 54e            |  |              |
| 2020 | 53e             |                  |                 | 48e                  |             |              | opgave         |  |              |
| 2021 | 93e             | 119e             | 115e            | opgave               | 92e         |              |                |  | 46e          |
| 2022 | 54e             | 98e              | 78e             |                      | 75e         |              | opgave         |  |              |
| 2023 | opgave          |                  |                 |                      |             |              | opgave         |  |              |
| 2024 |                 |                  |                 |                      |             |              | opgave         |  |              |

## Ploegen
- 2009 –  Liquigas (stagiair vanaf 1 augustus)
- 2010 –  Team NetApp
- 2011 –  Team NetApp
- 2012 –  Team NetApp
- 2013 –  Team NetApp-Endura
- 2014 –  Team NetApp-Endura
- 2015 –  Bora-Argon 18
- 2016 –  Bora-Argon 18
- 2017 –  BORA-hansgrohe
- 2018 –  BORA-hansgrohe
- 2019 –  BORA-hansgrohe
- 2020 –  BORA-hansgrohe
- 2021 –  BORA-hansgrohe
- 2022 –  BORA-hansgrohe
- 2023 –  BORA-hansgrohe
- 2024 –  BORA-hansgrohe (tot 18 augustus)

Agnoli ·
Basso · 
Bennati ·
Bodnar ·
Carlström · 
Chicchi ·
Corioni ·
Da Ros (tot 31/03) ·
Fischer ·
Franzoi ·
Guarnieri ·
Kreuziger ·  
Koetsjynski · 
Miholjević ·
Nibali ·  
Noè (tot 30/04) ·
Oss ·
Pellizotti ·
Quinziato ·
Sabatini ·
Santaromita ·
Štangelj ·
Szmyd ·
Vandborg ·
Vanotti ·
Willems ·
Zaugg ·
Benedetti (stagiair) · 
Paterski (stagiair)
Bárta · 
Benedetti · 
Camaño · 
De la Cruz · 
Dempster · 
Downing · 
Eichler · 
Huzarski · 
Jarc ·   
Kluge ·   
König · 
Matzka · 
McEvoy ·
Mendes · 
Rowsell · 
Schillinger · 
Schorn · 
Schwarzmann · 
Thwaites · 
Voss · 
Wetterhall
Bárta · 
Benedetti · 
Bennett · 
Camaño · 
De la Cruz · 
Dempster · 
Huzarski · 
Jarc · 
König · 
Machado · 
Matzka · 
McEvoy · 
Mendes · 
Padour · 
Rowsell · 
Schillinger · 
Schorn · 
Schwarzmann · 
Thwaites · 
Voss  · 
Konrad (stagiair) · 
Krieger (stagiair) · 
Mühlberger (stagiair) 
Archbold · Bárta · Bauhaus · Benedetti · Bennett · Buchmann · Dempster · Huzarski · Konrad · Matzka · Mendes · Nerz · Pfingsten · Salerno · Schillinger · Schorn · Schwarzmann · Thurau · Thwaites · Voss · Mühlberger (stagiair) · Pöstlberger (stagiair)
Archbold · Bárta · Bauhaus · Benedetti · Bennett · Buchmann · Dempster · Herklotz · Huzarski · Konrad · Matzka · Mendes · Mühlberger · Nerz · Pfingsten · Pöstlberger · Schillinger · Schwarzmann · Selig · Thwaites · Voss
Ackermann · Archbold · Bárta · Baška · Benedetti · Bennett · Bodnar · Buchmann · Burghardt · Herklotz · Kolář · König · Konrad · Majka · McCarthy · Mendes · Mühlberger · Pelucchi · Pfingsten · Poljański · Pöstlberger · J. Sagan · P. Sagan    · Saramotins · Schillinger · Schwarzmann · Selig
Ackermann · Baška · Benedetti · Bennett · Bodnar · Buchmann · Burghardt · Formolo · Großschartner · Kennaugh · Kolář · König · Konrad · Majka · McCarthy · Mühlberger · Oss · Pelucchi · Pfingsten · Poljański · Pöstlberger · J. Sagan · P. Sagan  · Saramotins · Schillinger · Schwarzmann · Selig
Ackermann · Baška · Benedetti · Bennett · Bodnar · Buchmann · Burghardt · Drucker · Formolo · Gatto · Großschartner · Kennaugh · König · Konrad · Majka · McCarthy · Mühlberger · Oss · Pfingsten · Poljański · Pöstlberger · J. Sagan · P. Sagan · Schachmann · Schillinger · Schwarzmann · Selig
Ackermann · Baška · Benedetti · Bodnar · Buchmann · Burghardt · Drucker · Fabbro · Gamper · Gatto · Großschartner · Kämna · Konrad · Laas · Majka · McCarthy · Mühlberger · Oss · Poljański · Pöstlberger · J. Sagan · P. Sagan · Schachmann · Schelling · Schillinger · Schwarzmann · Selig
Ackermann · Aleotti · Baška · Benedetti · Bodnar · Buchmann · Burghardt · Fabbro · Gamper · Großschartner · Kämna · Kelderman · Konrad · Laas · Meeus · Oss · Palzer (vanaf 1 april) · Politt · Pöstlberger · J. Sagan · P. Sagan · Schachmann · Schelling · Schillinger · Schwarzmann · Selig · Walls · Wandahl · Zwiehoff
Aleotti · Archbold · Benedetti · Bennett · Buchmann · Fabbro · Gamper · Großschartner · Haller · Higuita · Hindley · Kämna · Kelderman · Koch · Konrad · Laas · Lührs · Meeus · Mullen · Palzer · Politt · Pöstlberger · Schachmann · Schelling · Uijtdebroeks · van Poppel · Vlasov · Walls · Wandahl · Zwiehoff · Lipowitz (stagiair)
Aleotti · Archbold · Benedetti · Bennett · Buchmann · Denz · Fabbro · Gamper · Haller · Higuita · Hindley · Jungels · Kämna · Koch · Konrad · Koretzky · Lipowitz · Lührs · Meeus · Mullen · Palzer · Politt · Schachmann · Schelling · Uijtdebroeks · van Poppel · Vlasov · Walls · Wandahl · Zwiehoff
Adrià · Aleotti · Benedetti (tot 18/8) · Buchmann · Denz · Gamper · Hajek · Haller · Herzog · Higuita · Hindley · Jungels · Kämna · Koch · Lipowitz · Lührs · Maciejuk · Martínez · Meeus · Mullen · Palzer · Roglič · Schachmann · Sobrero · van Poppel · Vlasov · Wandahl · Welsford · Zwiehoff